# Xylophanes marginalis
Xylophanes marginalis is een vlinder uit de familie van de pijlstaarten (Sphingidae). De wetenschappelijke naam van de soort werd in 1917 gepubliceerd door Benjamin Preston Clark.